# Nová Doubice

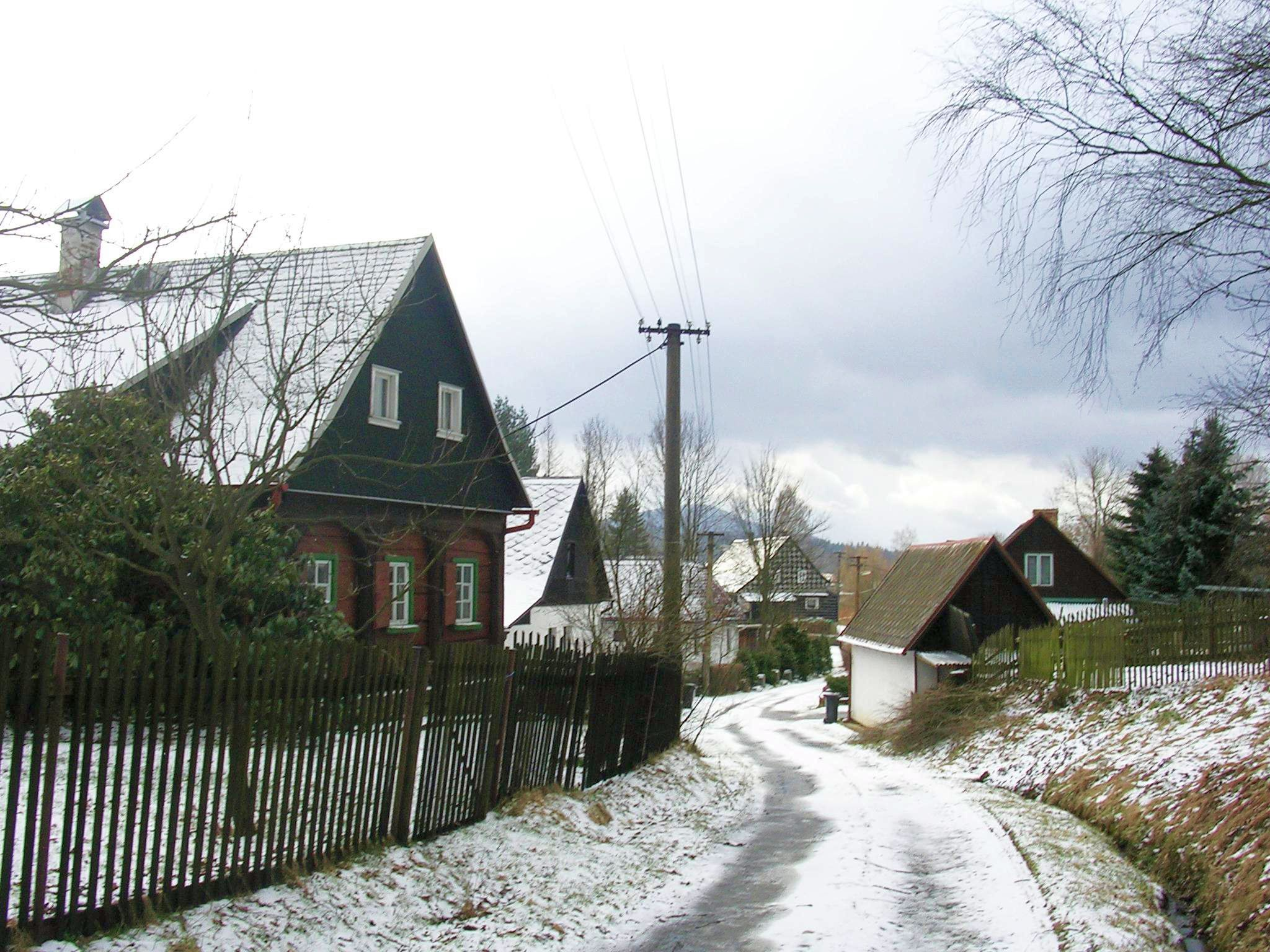
Umgebindehäuser in Nová Doubice

Nová Doubice (deutsch Neu Daubitz) ist eine der beiden Ortslagen der Gemeinde Doubice im Okres Děčín in Tschechien.

## Geografische Lage
Dir Streusiedlung liegt in 390 m ü. M. am Ostrand der Böhmischen Schweiz im Böhmischen Niederland in einem vom Daubitzbach (Doubický potok) durchflossenen Talkessel am Hang unterhalb des Irigtberges (Spravedlnost).

## Geschichte
Die urkundliche Ersterwähnung erfolgte 1552.
Ab 1938/39 lag das Dorf Neu Daubitz als Ortsteil von Daubitz über Schönlinde im Reichsgau Sudetenland, Landkreis Rumburg, Regierungsbezirk Aussig. Hier lebten im Jahre 1940 539 Einwohner.